# Loretta King
Loretta King (Phoenix, Arizona, Estados Unidos, 20 de agosto de 1927 - Century City, California, Estados Unidos, 10 de septiembre de 2007) fue una actriz estadounidense conocida por papel como protagonista femenina en la película  La novia del monstruo, dirigida por Ed Wood en 1955. 

## Filmografía
- Hallmark Hall of Fame (serie de televisión) (1955) .... Louise Livingston
- La novia del monstruo (1955) .... Janet Lawton
- Tough (1974)
- Joey (1977)